# Harry Sandager

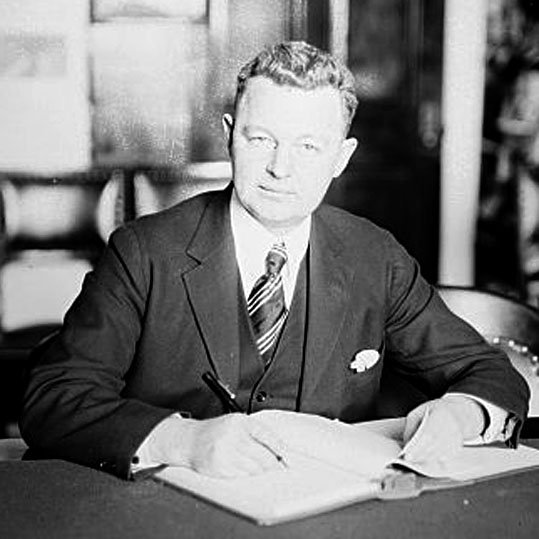
Harry Sandager (1920)

Harry Sandager (* 12. April 1887 in Providence, Rhode Island; † 24. Dezember 1955 in Cranston, Rhode Island) war ein US-amerikanischer Politiker. Zwischen 1939 und 1941 vertrat er den zweiten Wahlbezirk des Bundesstaates Rhode Island im US-Repräsentantenhaus.

## Werdegang
Harry Sandager besuchte die öffentlichen Schulen in Cranston; danach studierte er bis 1922 in Washington, D.C. sowohl an der Georgetown University als auch an der George Washington University. Zwischenzeitlich arbeitete Sandager von 1905 bis 1918 als Zeitungsreporter. Während seiner Studienzeit in Washington war er von 1918 bis 1922 auch Sekretär des Kongressabgeordneten Walter Russell Stiness. Zwischen 1922 und 1931 war Sandager in Providence als Bürovorstand (Office executive) angestellt.
Politisch wurde Sandager Mitglied der Republikanischen Partei. Zwischen 1928 und 1936 saß er als Abgeordneter im Repräsentantenhaus von Rhode Island. Seit 1931 war er in Cranston, wo er schon zur Schule gegangen war, ansässig. Dort wurde er Autohändler. 1938 wurde er in das US-Repräsentantenhaus in Washington gewählt, wo er am 3. Januar 1939 die Nachfolge des Demokraten John Matthew O’Connell antrat. Da er aber bei den Wahlen des Jahres 1940 John E. Fogarty unterlag, konnte Sandager bis zum 3. Januar 1941 nur eine Legislaturperiode im Kongress absolvieren.
Nach dem Ende seiner Zeit in der Bundeshauptstadt arbeitete Sandager wieder als Autohändler. Diesen Beruf übte er bis zu seinem Tod aus. Im Jahr 1942 kandidierte er erfolglos für eine Rückkehr in den Kongress. Von 1941 bis 1944 war Sandager Mitglied des Republican National Committee. Er starb am 24. Dezember 1955 in seinem Wohnort Cranston und wurde in Pawtucket beigesetzt.